# Сегарт
Сегарт (валенс. Segart, ісп. Segart) — муніципалітет в Іспанії, у складі автономної спільноти Валенсія, у провінції Валенсія. Населення — 188 особи (2012).

## Географія
Муніципалітет розташований на відстані близько 290 км на схід від Мадрида, 23 км на північ від Валенсії.

## Демографія
Динаміка населення (INE ):

## Галерея зображень

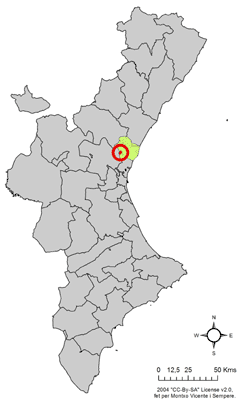
Розташування муніципалітету Сегарт у автономній спільноті Валенсія
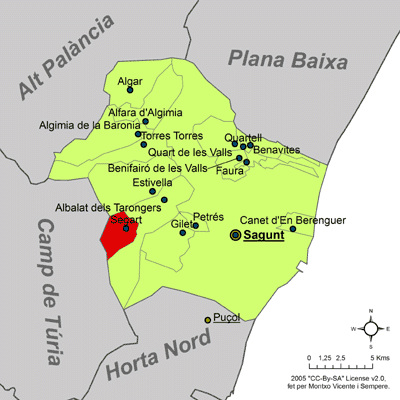
Розташування муніципалітету Сегарт у комарці Кампо-де-Морведре
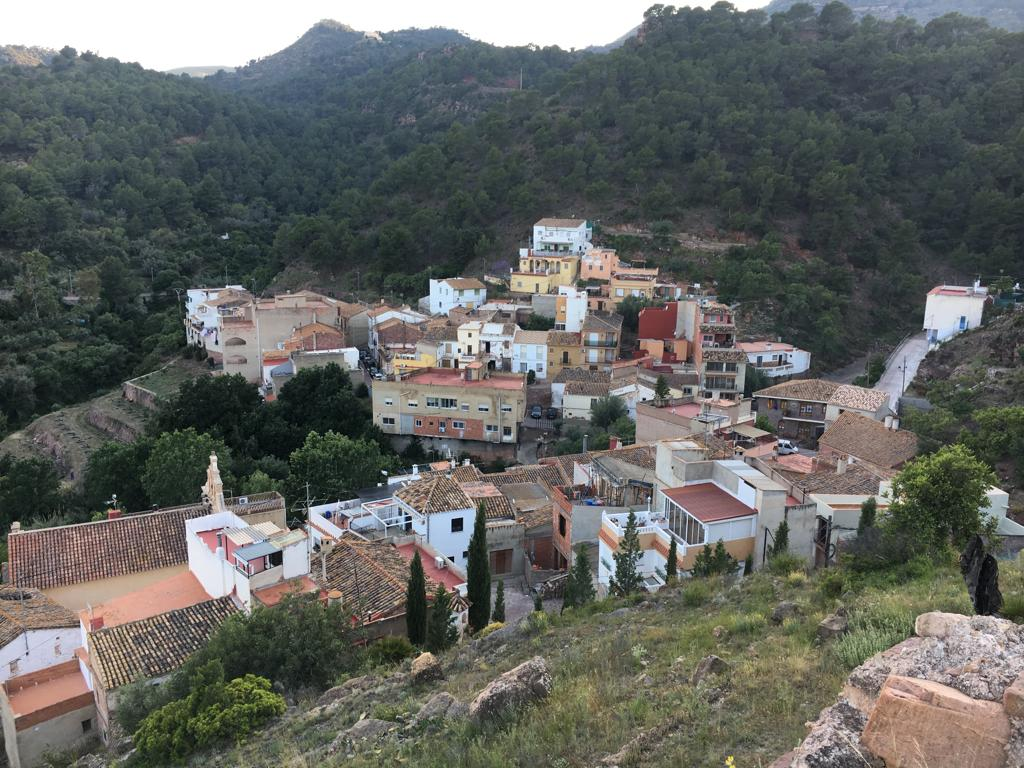
Панорама
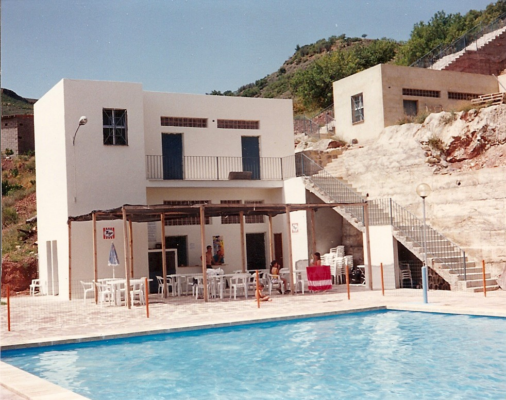
Муніципальний басейн